# El Pilar (Valencia)
El Pilar (también conocido tradicionalmente como Velluters o Barrio sedero) es un barrio de la ciudad de Valencia (España), perteneciente al distrito de Ciutat Vella. Está situado al oeste del centro histórico de la ciudad. Limita al norte con el barrio de El Carmen, al este con El Mercado, al sur con San Francisco y al oeste con El Botánico, en el distrito de Extramurs. En el año 2021 tenía una población total de 4.632 habitantes.

## Historia
Su denominación viene del término italiano velluto, con el significado de terciopelo, ya que este país europeo es el que trajo a València la última tecnología textil de la época para fabricar tejidos lujosos, entre los siglos XIV y XV. En Valencia se asentaron comerciantes provenientes del norte de Italia, sobre todo de Génova, y es por ello que en sus calles se configuró una red de talleres artesanos de la seda y del vellut. Pero fue en 1479 por influencia genovesa, cuando surgió de manera oficial el Gremi de Velluters. En este barrio se encuentran los edificios más emblemáticos relacionados con este noble oficio. Hasta mediados del siglo XIV era un arrabal poco poblado extramuros de la muralla árabe de Valencia. La construcción en 1356 de la nueva muralla de Pedro IV el Ceremonioso, que abarcaba una superficie mucho mayor que la anterior, fue determinante para el asentamiento masivo de ciudadanos en la zona. Estos fueron principalmente artesanos de la seda (velluters), de ahí su nombre tradicional. La industria de la seda entró en crisis a mediados del siglo XIX, lo que supuso el principio de la decadencia y posterior deterioro del barrio, conservando sólo su carácter residencial tras el derribo de las murallas en 1865. Esto, unido a la falta de equipamientos y el caos urbanístico del siglo XX hicieron que perdiera su uniformidad y acabara por convertirse en un barrio degradado. En la actualidad está recuperando esplendor gracias a movimientos vecinales que animan a utilizar las calles como el espacio público que son, iniciativas como les fogueres dels vellluters están sirviendo para crear identidad de barrio.

## Elementos importantes
En el barrio de El Pilar se encuentran algunos de los monumentos más interesantes de la ciudad:
- Colegio del Arte Mayor de la Seda (siglo XV)
- Palau Tamarit (siglo XVIII)
- Antiguo Hospital General (siglo XV): un edificio renacentista que ha sido declarado Monumento Histórico Artístico Nacional y Bien de Interés Cultural. En la actualidad es la sede de la Biblioteca Pública de Valencia
- Iglesia del Pilar (siglos XVII-XVIII)
- Gremio de Maestros Carpinteros, donde todavía se encuentra la Casa Gremial (siglo XVIII)
- Casa de los Marqueses de Llanera (siglo XIX)
- Iglesia de las Escuelas Pías (siglo XVIII)
- Convento de la Encarnación (siglo XX)
- Ermita de Santa Lucía

## La Foguera del Motí dels Velluters
La Foguera del Motí dels Velluters es una fiesta donde se conmemora el Motí dels Velluters, que fue el motín (acompañado de una serie de disturbios) protagonizado por trabajadores de la seda en 1856. Es conocido por ser una de las primeras reivindicaciones de los trabajadores de la ciudad de Valencia. Asimismo, también se conmemora la huelga de hilanderas de 1902.
Esta conmemoración histórica se celebra desde 2007 y tiene lugar el último fin de semana del mes de enero en la plaza del Pilar del barrio de Velluters.

## Personajes famosos nacidos en el barrio
- Ismael Merlo Piquer, nacido en la calle Torno del Hospital, número 17.
- Amparo Boronat Picazo, nacida en la calle Pie de la Cruz, número 2.

## Imágenes

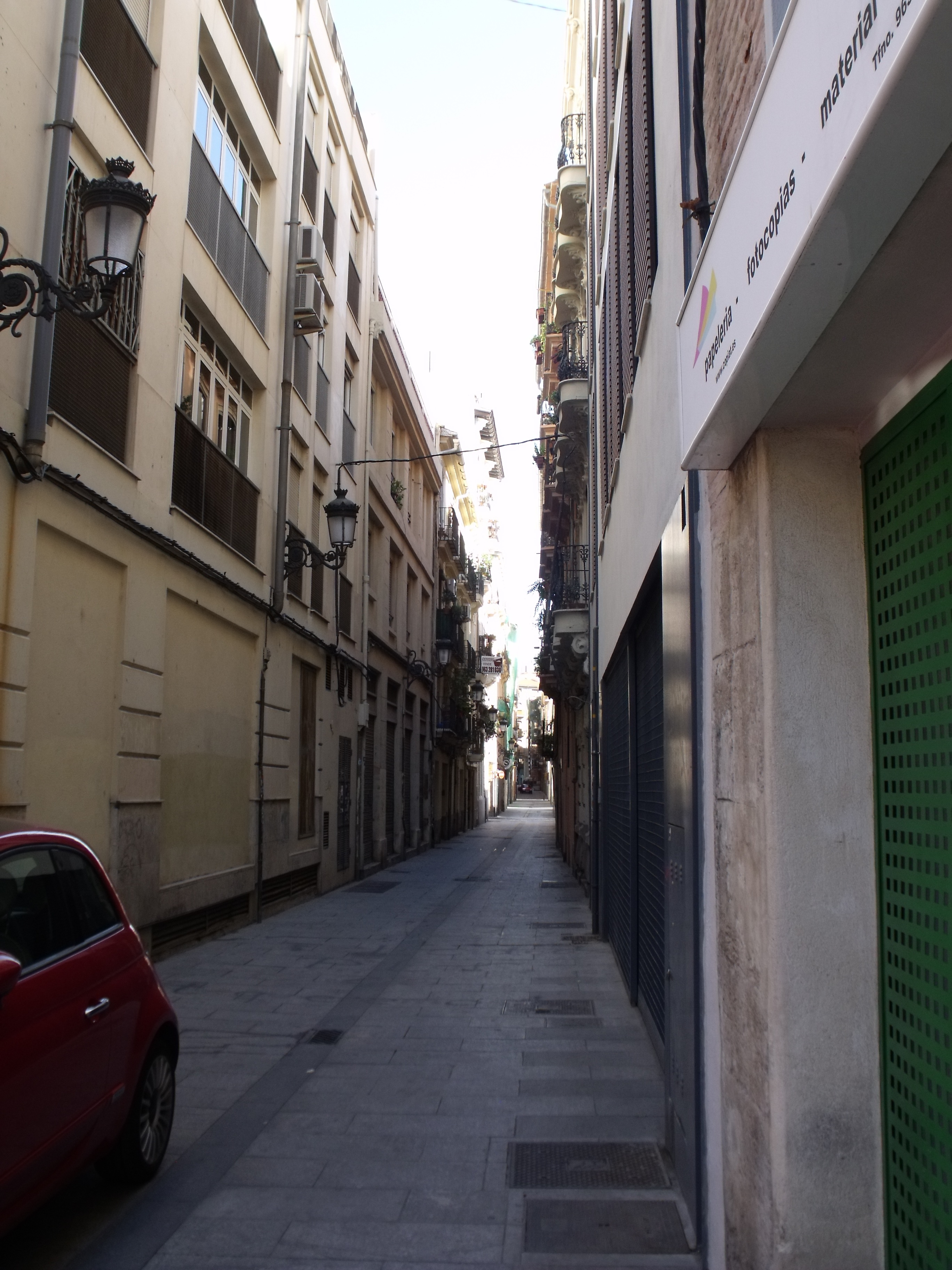
Calle de Lope de Rueda.
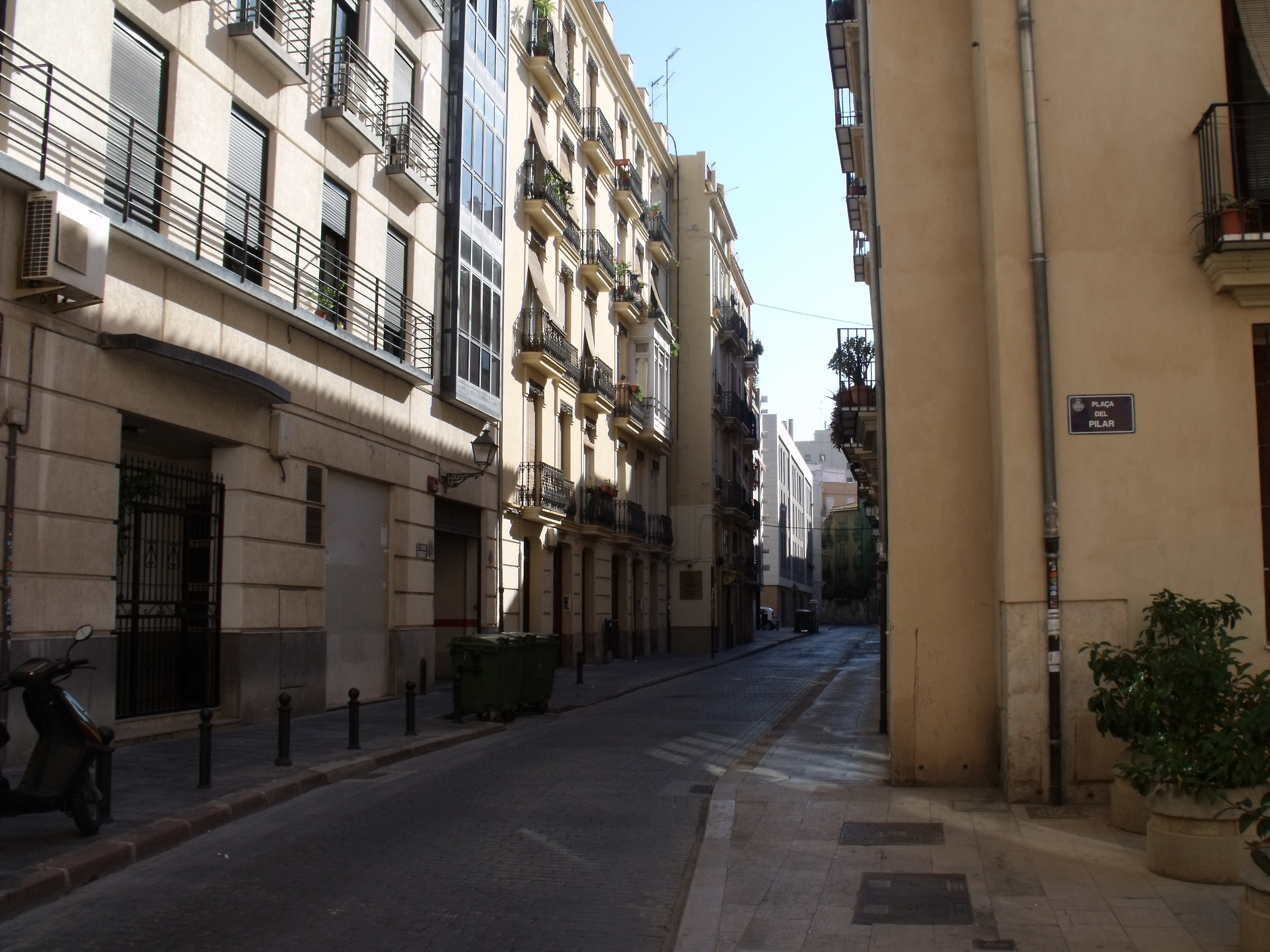
Calle de Roger de Flor.
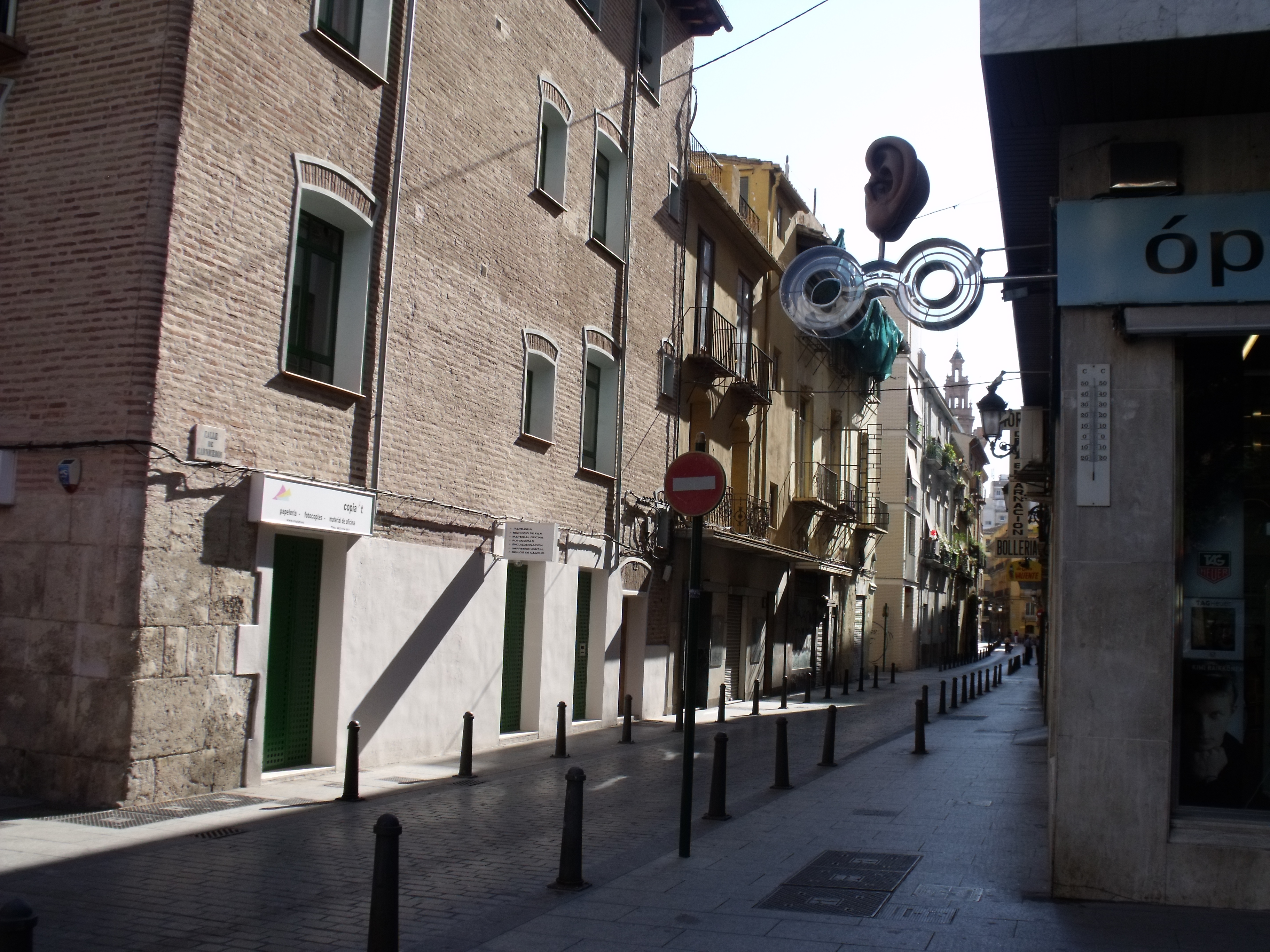
Calle Caniceros.
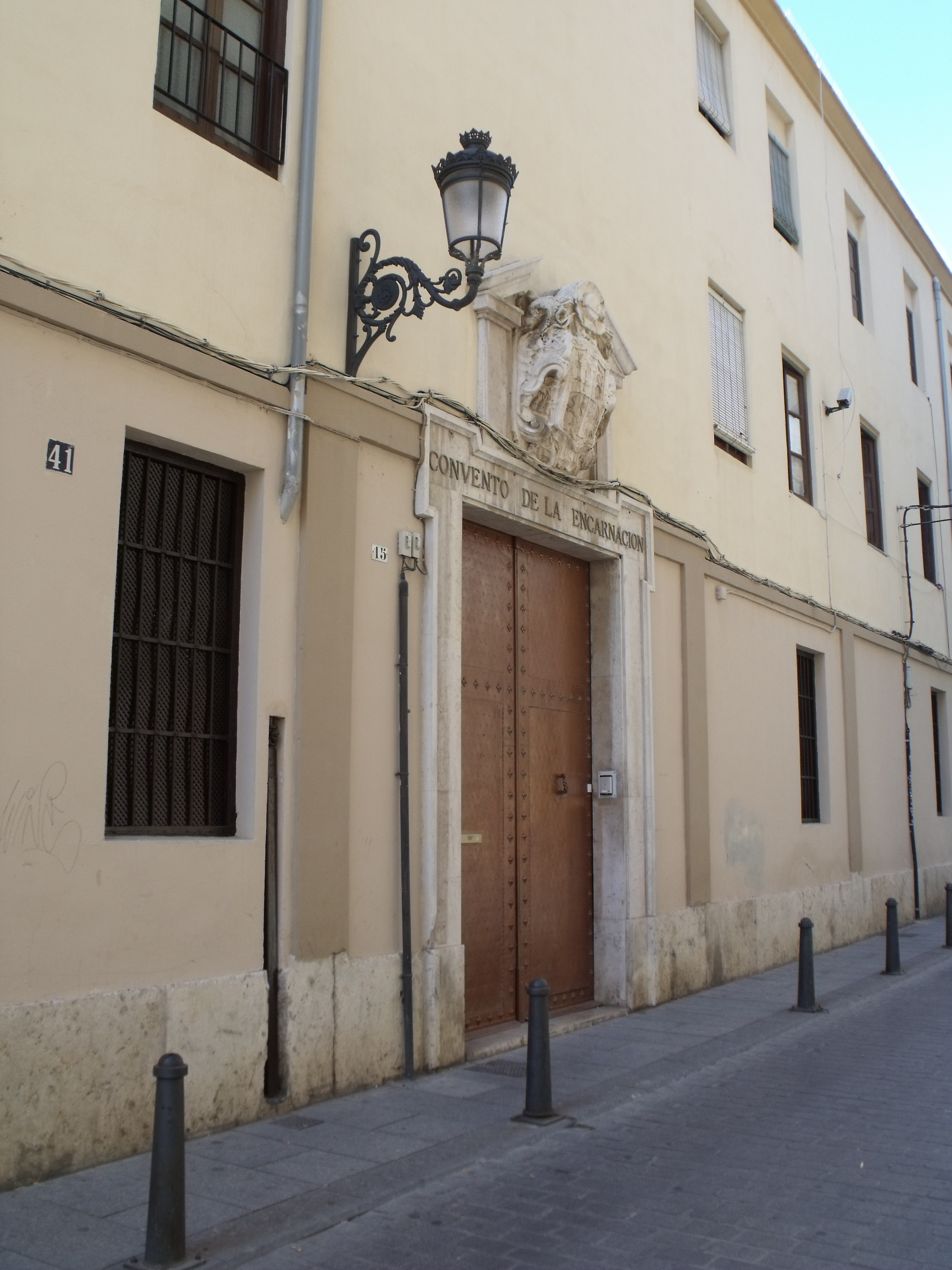
Convento de la Encarnación.